# Neillia fugongensis
Neillia fugongensis är en rosväxtart som beskrevs av Tsue Chih Ku. Neillia fugongensis ingår i släktet klockspireor, och familjen rosväxter. Inga underarter finns listade i Catalogue of Life.